# Medora (Dakota del Norte)
Medora es una ciudad ubicada en el condado de Billings en el estado estadounidense de Dakota del Norte. En el censo de 2010 tenía una población de 112 habitantes y una densidad poblacional de 116,56 personas por km². Se encuentra a la orilla del río Pequeño Misuri, que desagua en el lago Sakakawea, en el curso del Misuri. 

## Geografía
Medora se encuentra ubicada en las coordenadas 46°54′49″N 103°31′34″O / 46.91361, -103.52611. Según la Oficina del Censo de los Estados Unidos, Medora tiene una superficie total de 0.96 km², de la cual 0.93 km² corresponden a tierra firme y (2.7%) 0.03 km² es agua.

## Demografía
Según el censo de 2010, había 112 personas residiendo en Medora. La densidad de población era de 116,56 hab./km². De los 112 habitantes, Medora estaba compuesto por el 93.75% blancos, el 0% eran afroamericanos, el 1.79% eran amerindios, el 3.57% eran asiáticos, el 0% eran isleños del Pacífico, el 0% eran de otras razas y el 0.89% pertenecían a dos o más razas. Del total de la población el 0% eran hispanos o latinos de cualquier raza.